# Kate Voegele

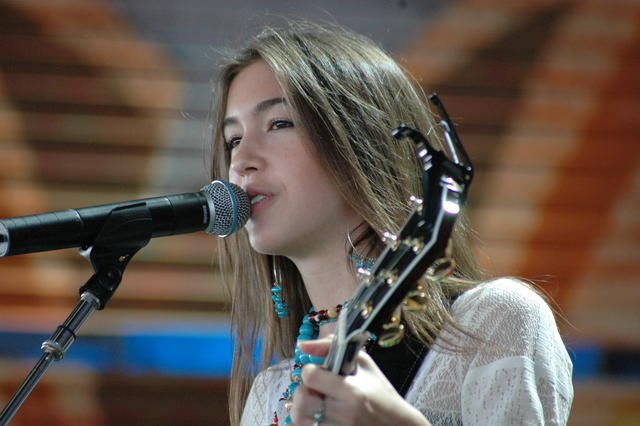
Kate Voegele op Farm Aid 2005

Kate Elizabeth Voegele (8 december 1986) is een Amerikaans singer-songwriter, muzikante en actrice uit Bay Village, een voorstad van Cleveland.
Ze speelt een rol in de serie One Tree Hill als Mia Catalano. Ze speelt een zangeres die onder contract staat bij het platenlabel van Peyton Sawyer (Hilarie Burton).
Vanaf seizoen 5 speelt ze Mia in One Tree Hill. Haar rol wordt steeds groter; en ze verschijnt dan ook in seizoen 6, 7 en 8 wanneer ze een relatie krijgt met Chase Adams.

## Discografie

### Eerdere uitgaven
Haar eerste demo The other side bracht ze uit in 2003 en was geproduceerd door Micheal Seifert. Haar tweede demo louder than words werd in 2004 uitgebracht en werd geproduceerd door Marshall Altman. Kate zette haar muziek op haar Myspacepagina.

### Don't Look Away
Ze sloot een deal met Myspace Records in 2006, en in mei 2007 bracht ze haar debuutalbum Don't Look Away uit, waar haar hit 'Only fooling myself' op staat. Het album is meer dan 500.000 keer verkocht. Een luxe-editie van het album werd in 2008 uitgebracht. Ze staat onder contract bij Interscope Records.
Originele tracklist van Don't Look Away
1. Chicago (3:57)
2. I Get It (3:36)
3. Only Fooling Myself (3:34)
4. Top of the World (4:02)
5. One Way or Another (3:45)
6. It's Only Life (4:08)
7. Might Have Been (3:48)
8. Facing Up (4:11)
9. No Good (4:13)
10. Devil in Me (4:21)
11. I Won't Disagree (3:53)
12. Wish You Were (4:47)
13. Kindly Unspoken (4:06)

### A Fine Mess
Op 19 mei 2009 is haar tweede album uitgekomen, A Fine Mess. Het album is geproduceerd door Mike Elizondo, die gewerkt heeft met onder anderen Eminem, Alanis Morissette en Nelly Furtado.
Originele tracklist van A Fine Mess (luxe-editie)
1. Inside Out – 3:57
2. 99 Times – 3:26
3. Who You Are Without Me – 3:24 (Kate Voegele, Lindy Robbins, Dan Muckala)
4. Angel – 4:10
5. Sweet Silver Lining – 3:35
6. Playing With My Heart – 3:56 (Kate Voegele, Dave Bassett)
7. Manhattan from the Sky – 3:30
8. Talkin' Smooth – 4:27
9. Lift Me Up – 4:31
10. Say Anything – 3:50 (Kate Voegele, William Mcauley) (bonusnummer luxe-editie)
11. Unfair – 4:09 (bonusnummer luxe-editie)
12. Forever and Almost Always – 4:39 (bonusnummer luxe-editie)
13. Playing With My Heart (Acoustic) – 4:38 (bonusnummer luxe-editie)
14. We the Dreamers (Demo) – 3:27 (bonusnummer luxe-editie)

## Singles
| Year | Single                         | Chart Positions | Chart Positions | Chart Positions | Chart Positions | Chart Positions | Chart Positions  | Chart Positions  | Album                         |
| Year | Single                         | US Hot 100      | US Pop 100      | US Digital      | US Adult T40    | UK              | Canadian Hot 100 | Canadian Digital | Album                         |
| ---- | ------------------------------ | --------------- | --------------- | --------------- | --------------- | --------------- | ---------------- | ---------------- | ----------------------------- |
| 2007 | Kindly Unspoken                | 98              | 66              | 57              | -               | -               | -                | -                | Don't Look Away               |
| 2007 | No Good                        | 122             | -               | 118             | -               | -               | -                | -                | Don't Look Away               |
| 2008 | Wish You Were                  | 113             | 88              | -               | -               | -               | -                | -                | Don't Look Away               |
| 2008 | Only Fooling Myself            | -               | -               | -               | 37              | -               | -                | -                | Don't Look Away               |
| 2008 | Hallelujah                     | 68              | 43              | 28              | -               | 53              | -                | -                | Don't Look Away               |
| 2008 | When You Wish Upon a Star      | -               | -               | -               | -               | -               | -                | -                | DisneyMania 6                 |
| 2008 | Lift Me Up                     | 116             | -               | 84              | -               | -               | -                | -                | AT&T Team USA                 |
| 2008 | You Can't Break a Broken Heart | -               | -               | -               | -               | -               | -                | -                | Don't Look Away (luxe-editie) |
| 2009 | Manhattan From The Sky         | 112             | -               | 95              | -               | -               | -                | -                | A Fine Mess                   |
| 2009 | 99 Times                       | 108             | -               | 93              | -               | -               | 58               | 27               | A Fine Mess                   |
| 2009 | Angel                          | 103             | -               | 72              | -               | -               | 47               | 21               | A Fine Mess                   |
| 2009 | Lift Me Up (New Edit)          | -               | -               | -               | -               | -               | -                | -                | A Fine Mess                   |
| 2009 | Sweet Silver Lining            | -               | -               | -               | -               | -               | -                | -                | A Fine Mess                   |

Haar eerste wereldwijde officiële single is 99 Times. Er is ook een bijbehorende muziekvideo van uitgebracht.
- Bibliothèque nationale de France: cb16144868s (data)
- Gemeinsame Normdatei: 138322007
- International Standard Name Identifier: 0000 0000 7851 3309
- Library of Congress Control Number: n2007090177
- MusicBrainz: 5c0c9c6a-e85b-4544-a139-a8bb028ce69d
- Nederlandse Thesaurus van Auteursnamen: 321437888
- Virtual International Authority File: 68389644
- WorldCat: E39PBJm98FTjD3cR9F3gwkxqwC